# Barquillite
La barquillite è un minerale appartenente al gruppo della stannite, analogo alla briartite.

## Etimologia
Il nome deriva dal villaggio spagnolo di Barquilla, della Castiglia e León sudoccidentale, nelle cui vicinanze è stato reperito il minerale.